# 普林茨陨石坑
普林茨陨石坑(Prinz)是月球正面风暴洋中一座大型撞击坑残迹，约形成于早雨海世，其名称取自德裔比利时地质学家及月面学家威廉·阿尔弗雷德·约瑟夫·普林茨(Wilhelm Alfred Joseph Prinz，1857年-1910年)，1935年被国际天文学联合会批准接受。

## 描述

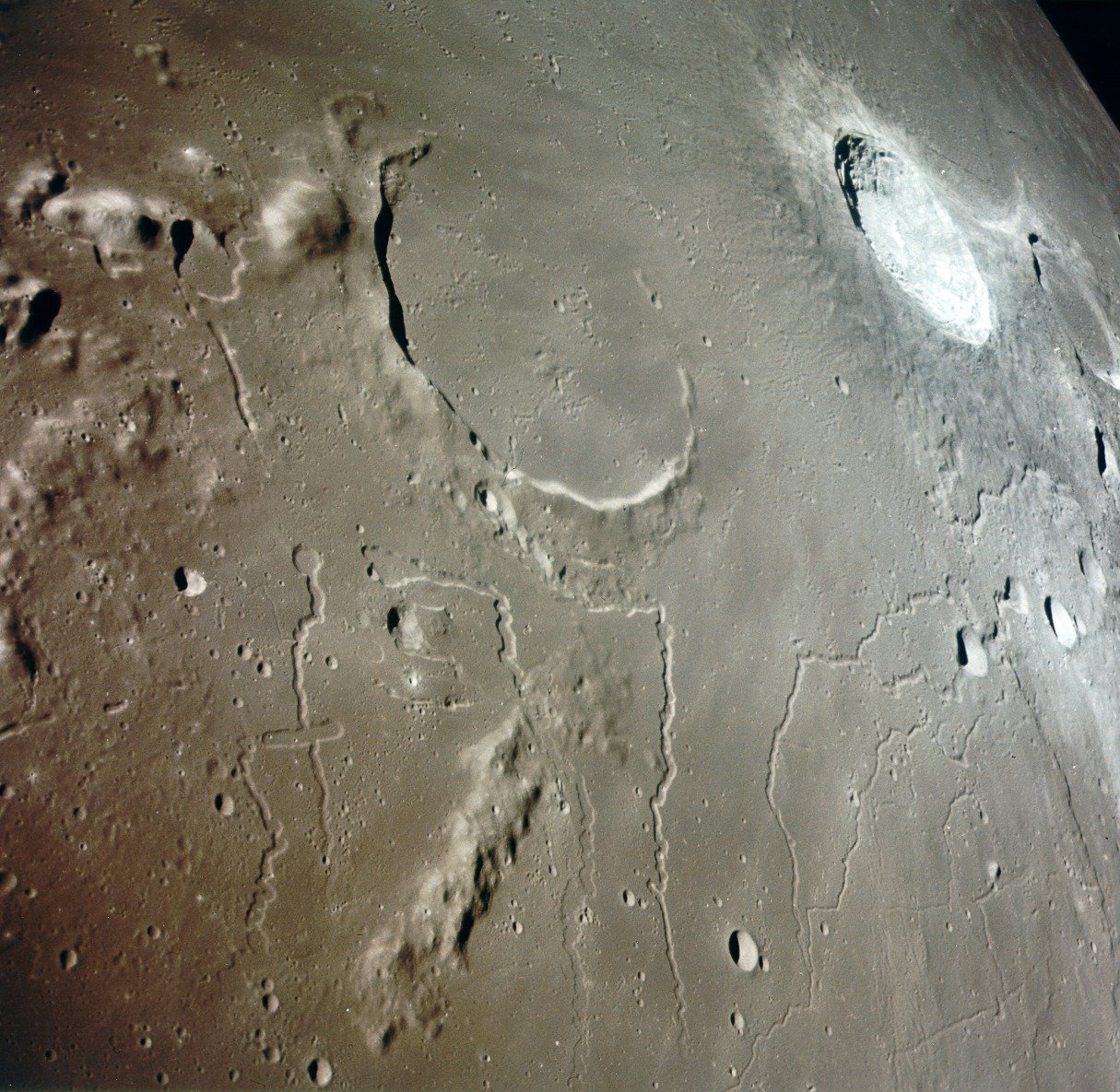
阿波罗15号拍摄的普林茨陨石坑(上中)西南和阿里斯塔克斯陨石坑(右上)视图。

该陨坑西邻维萨拉陨石坑、西北靠近托斯卡内利陨石坑、小月坑薇拉和伊万位于东北；西南偏西坐落着阿里斯塔克斯陨石坑。普林茨陨石坑的西面蜿蜒着阿里斯塔克斯月溪、西北偏西横亘着托斯卡内利断崖(Rupes Toscanelli)、曲折的普林茨月溪位于它的北面、东北偏东则坐落着逶迤的哈宾杰山脉。该陨坑中心月面坐标为25°29′N 44°08′W / 25.49°N 44.14°W，直径46.1公里，深度1.02公里。
普林茨陨坑的边缘轮廓呈多边形状，坑内已被黑色的玄武岩熔岩淹没，残存坑壁的最大高度约高出基底1公里。陨坑东半侧坑壁完整无缺，而南侧壁则完全被熔岩覆盖，在表面形成一处宽大的峪口，西侧坑壁断续不全，略为高出表面。普林茨陨坑的东侧坑壁附靠在构成东北哈宾杰山脉山麓的一道低矮山脊上。
普林茨陨石坑所位于的月海区显示有来自阿里斯塔克斯陨石坑的射纹线和次生坑。

## 普林茨月溪
正对着普林茨陨石坑北面的是一组被命名为"普林茨月溪"的沟系，这些沟壑形状蜿蜒且延伸距离超过80公里。薇拉陨石坑是普林茨陨石坑北面一座仅几公里大小的撞击坑，是普林茨月溪中其中一支的起始点，伊万陨石坑也坐落在普林茨月溪内。在1976年国际天文学联合会正式命名前，这二座陨坑曾被确定为普林茨陨石坑的卫星坑，其中薇拉坑被指名为"普林茨 A"，而伊万坑则命名为"普林茨 B"。 
| 陨石坑 | 纬度    | 经度    | 直径   | 名称来源     |
| ------ | ------- | ------- | ------ | ------------ |
| 伊万   | 26.9° N | 43.3° W | 4 公里 | 俄罗斯男性名 |
| 薇拉   | 26.3° N | 43.7° W | 2 公里 | 拉丁女性名   |

西北方是另一组截然不同的被称为"阿里斯塔克斯月溪"的沟系。